# Rufo Ruiz-Esquide
Rufo Ruiz-Esquide Espinoza (Concepción, 6 de enero de 1937) es un abogado y político conservador chileno. Ejerció como diputado de la República en representación de la 17.ª Agrupación Departamental de la actual región del Biobío, durante dos periodos no consecutivos; 1961-1965 y 1969-1973.

## Familia y estudios
Nació en Concepción, el 6 de enero de 1937, hijo de Alejandro Ruiz-Esquide y Olga Espinoza. Es primo del exdiputado y exsenador del PDC Mariano Ruiz-Esquide.
Se casó con Magdalena Figueroa Yáñez y tuvo una hija, Andrea (escritora, autora del libro Los indios amigos en la frontera araucana, 1993).
Realizó sus estudios primarios y secundarios en los «Padres Franceses» o Colegio de los Sagrados Corazones de Concepción. Luego de finalizar su etapa escolar, ingresó a la Escuela de Derecho de la Universidad de Concepción, juró como abogado el 8 de noviembre de 1965. Su memoria se tituló: Aspectos constitucionales, administrativos y de procedimiento a que da lugar la expropiación de predios rústicos para la ejecución de la Reforma Agraria. Una vez egresado, ejerció como consultor de sociedades anónimas.

## Trayectoria política
Inició sus actividades políticas luego de integrarse al Partido Conservador Unido (PCU). En las elecciones parlamentarias de 1961 fue elegido como diputado por la Decimoséptima Agrupación Departamental de Concepción, Tomé y Talcahuano, por el período legislativo 1961-1965. Fue diputado reemplazante en la Comisión permanente de Gobierno Interior; en la de Constitución, Legislación y Justicia; en la de Asistencia Médico-Social e Higiene; y en la de Trabajo y Legislación Social.
Entre las mociones presentadas durante su periodo parlamentario que fueron ley de la República están, la Ley N°15.909, de 5 de diciembre de 1964, sobre recursos para la Conmemoración del Bicentenario de la comuna de Talcahuano.
Posteriormente se convirtió en miembro del Partido Nacional (PN); y se presentó en las elecciones parlamentarias de 1969, siendo elegido como diputado por la reformada Decimoséptima Agrupación Departamental, compuesta ahora por Concepción, Tomé, Talcahuano, Coronel y Yumbel, por el periodo 1969-1973. Integró la Comisión Permanente de Minería.